# 埼玉県県民の森

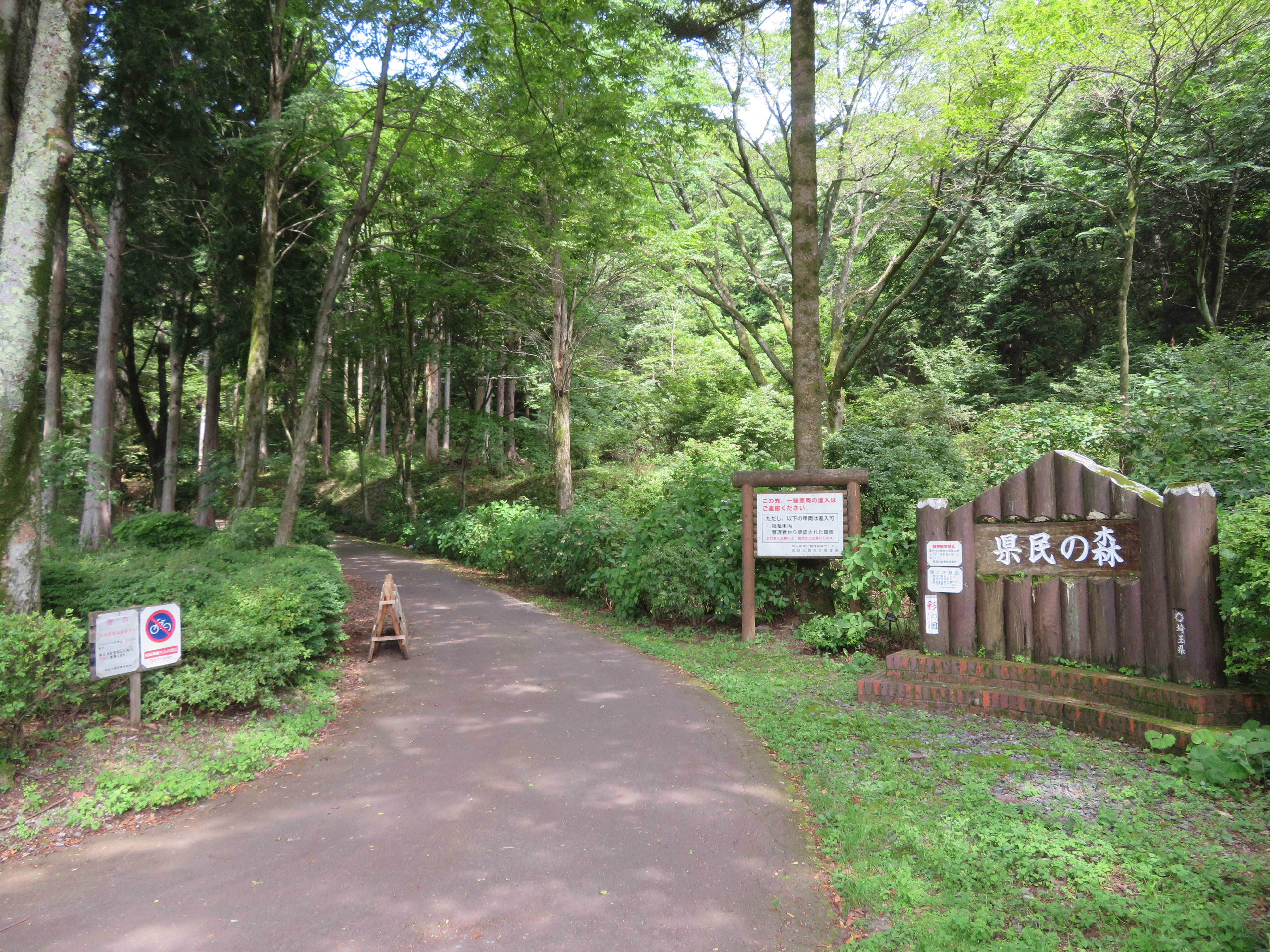
県民の森入口付近

埼玉県県民の森（さいたまけんけんみんのもり）は、埼玉県秩父郡横瀬町にある埼玉県営の森林公園（県民の森）。埼玉県県民の森条例に基づき、県民の森林に対する理解の促進、健康増進などを目的に設置されている。1986年に森林浴の森100選に選定された。
面積約68ha。1981年5月30日にオープンし、2003年3月末現在の入園者数は1,037,267人。1年のうち、12月1日から2月末日まで休園日となっている。

## 施設
- 森林学習展示館
- 森林学習室
- ホール
- 中央広場
- 家族の広場
- 水辺の広場
- 展望広場（丸山山頂）
- デイキャンプ場
- 記念植樹地
- 斜面広場
- 駐車場

## 所在地
埼玉県秩父郡横瀬町大字芦ヶ久保字丸山北平896